# Strohgelber Frauenmantel
Der Strohgelbe Frauenmantel (Alchemilla straminea), auch Gelbstängel-Frauenmantel genannt, ist eine Pflanzenart aus der Gattung Frauenmantel (Alchemilla) innerhalb der Familie der Rosengewächse (Rosaceae). 

## Beschreibung
Der Strohgelbe Frauenmantel wächst als ausdauernde krautige Pflanze und erreicht Wuchshöhen von 5 bis 20, selten bis zu 30 Zentimetern. Die Stängel und Blattstiele sind meist völlig kahl, nur im Spätsommer bildet sich eine zerstreut anliegende Behaarung (Indument). Die grundständigen und am Stängel verteilten Laubblätter sind in Blattstiel und Blattspreite gegliedert. Die Blattstiele sind fast zylindrisch. Die Blattspreite der Grundblätter ist bis zu 15 cm breit, rundlich, neun- bis elflappig, mit einer meist offnen Bucht, oberseits kahl, unterseits nur an den Enden der Hauptnerven anliegend behaart; die Blattlappen sind halbkreisförmig bis (meist) parabelförmig mit dreieckigen, spitzen Zähnen, der Endzahn des Blattlappens ist 1- bis 1,3-mal so lang wie breit oder breiter. Die Blattspreiten der oberen Stängelblätter ist tief zerteilt, ihre Lappen sind länger als breit.
Die Blütezeit reicht von Mai bis Oktober. Die Außenkelchblätter sind 0,67 bis 1-mal so lang wie der Kelchbecher.

## Systematik
Die Erstbeschreibung von Alchemilla straminea erfolgte durch Robert Buser. Alchemilla straminea gehört zur Sektion Alchemilla aus der Gattung Alchemilla.

## Vorkommen
Das Verbreitungsgebiet des Strohgelben Frauenmantels liegt im Bereich der süd- und mitteleuropäischen Gebirge. Es erstreckt sich von der Sierra Nevada in Spanien bis zu den Karpaten und der Balkanhalbinsel, in Mitteleuropa findet man den Strohgelben Frauenmantel nördlich der Alpen im Schweizer Jura, im Alpenvorland, im Böhmerwald und in den Sudeten, ferner sind Fundorte auf der Schwäbischen Alb angegeben.
Der Strohgelbe Frauenmantel gedeiht in den montanen bis alpinen Höhenstufen. Er besiedelt Quellfluren, Bachränder, (frische) feuchte bis rieselnasse, kurzrasige oder lückige Wiesen und Weiden und Hochstaudenfluren.